# Svalbarðsstrandarhreppur
Svalbarðsstrandarhreppur és un municipi d'Islàndia, a la regió de Norðurland eystra. Té una extensió de 54,71 km² i una població de 504 habitants a primer de gener de 2025.
La incorporació del municipi al municipi d'Akureyrarkaupstaður va ser rebutjada per la població en un referèndum el 8 d'octubre de 2005. Però el 2020 l'alcalde Björg Erlingsdóttir va proposar la idea d'una fusió amb la resta de municipis de l'Eyjafjörður.
La principal població del municipi és Svalbarðseyri.